# Василиски
Васили́ски, или базили́ски (лат. Basiliscus) — род ящериц из семейства Corytophanidae. Насчитывают четыре вида, распространённых в тропической Америке, в частности в Гвиане, Коста-Рике и Панаме.

## Описание
Основную пищу составляют насекомые. 
У самцов на затылке треугольный гребень, поперечная складка на горле и кожистый гребень вдоль спины и передней трети хвоста, поддерживаемый удлинёнными остистыми отростками позвонков. Живут у воды, на деревьях и кустарниках. 
Зубы многочисленны и однородны. Способны бегать по поверхности воды, удерживаясь за счёт частых ударов перепончатых задних ног (контакт с водой длится 0,068 с) и благодаря тому, что опускают лапы горизонтально на воду — поверхностная плёнка воды не успевает прорваться под весом тела. За способность бегать по воде иногда этих ящериц называют «ящерицами Иисуса Христа». Каждый раз, опуская лапу, ящерица как бы захватывает пальцами пузырёк воздуха, благодаря чему не намокает при беге. Когда василиски достигают полуметра в длину, то становятся слишком тяжёлыми, чтобы удержаться на поверхностной плёнке. Хорошо плавают.
Название дано из-за того, что гребень вызвал ассоциацию с мифическим существом василиском.

## Виды
- Basiliscus basiliscus Linnaeus, 1758 — шлемоносный, или обыкновенный, василиск
- Basiliscus galeritus Duméril, 1851 — хохлатый василиск
- Basiliscus plumifrons Cope, 1876 — василиск двухгребневый
- Basiliscus vittatus Wiegman, 1828 — мексиканский полосатый василиск